# Альварес, Элисео
Элисе́о А́льварес (исп. Eliseo Álvarez; 9 августа 1940, Сальта — 1999, Монтевидео) — уругвайский футболист, игравший на позиции защитника. Выступал, в частности, за клуб «Насьональ», а также национальную сборную Уругвая.

## Клубная карьера
На молодёжном уровне выступал за «Феррокарриль» из родного города. Своей игрой за эту команду привлёк внимание представителей тренерского штаба клуба «Насьональ», к которому присоединился в 1957 году. В составе команды выиграл чемпионат Уругвая 1963 года. В 1964 году сыграл в финальном матче Кубка Либертадорес, в котором уругвайцы уступили аргентинскому «Индепендьенте». В 1966 году перешёл в команду «Рампла Хуниорс». После этого переехал за границу, где выступал за аргентинские клубы «Банфилд» (1967) и «Платенсе» (1968). Потом вернулся на родину, где защищал цвета столичного «Феникса».
С 1970 по 1971 год выступал в колумбийском «Атлетико Хуниор», а в 1972 году перебрался в эквадорский «ЛДУ Кито», где также дважды стал чемпионом страны. В конце карьеры игрок переехал в Мексику, где с 1976 по 1977 год под руководством соотечественника Рикардо де Леона выступал за столичный «Веракрус». В высшем дивизионе мексиканского чемпионата сыграл 23 матча.

## Карьера в сборной
1 июня 1960 года дебютировал в официальных матчах в составе национальной сборной Уругвая в товарищеской игре против Чили (3:2).
В составе сборной был участником чемпионата мира 1962 года в Чили, где принял участие во всех матчах сборной на групповом этапе против Колумбии (2:1), Югославии (1:3) и СССР (1:2). В матче против последней сборной получил перелом шейки бедра, но отказался от медицинской помощи. Впоследствии его успешно прооперировали. Поскольку в то время не разрешались замены, Элисео доигрывал матч на позиции левого нападающего и ушёл с поля лишь в конце матча, когда закончилось действие обезболивающих. После этого также поехал на чемпионат мира 1966 года в Англии, но на турнире не сыграл ни одного поединка.
В течение карьеры в национальной команде, которая длилась 7 лет, провёл в её форме 10 матчей.
Умер в 1999 году в городе Монтевидео.

## Достижения
«Насьональ»
- Чемпион Уругвая (3): 1957, 1963, 1966
- Финалист Кубка Либертадорес: 1964

«ЛДУ Кито»
- Чемпион Эквадора (2): 1974, 1975